# Sony Xperia 10 III
A Sony Xperia 10 III (kódnevén PDX-213, modellnévː XQ-BT52) egy középkategóriás androidos okostelefon, amelyet a gyártó Sony 2021-ben dobott piacra. A Sony Xperia 10 II utódja, egyszerre jött ki az Xperia 1 és 5 III-mal. Vízálló készülék, a Sony első 5G-képes középkategóriás telefonja. Kisebb méretű változatát Xperia 10 III lite néven árulták Japánban.

## Hardver
A telefon dobozában csak a készülék, illetve egy 1,5 A-es töltőfej és USB-kábel található, annak ellenére, hogy egyébként képes a 30W-os gyorstöltésre is. Elöl-hátul Gorilla Glass 6 üveg borítja, méreteiben gyakorlatilag megegyezik az elődmodellel. IP68-as por- és vízvédelemmel ellátott házban található (másfél méterig vízálló 30 percig). A telefon előlapján felül található a beszélgetési hangszóró és egy értesítési LED. Lentre került a hangszóró, valamint az USB-port. A tetejére került a 3,5'' jack dugó portja, bal oldalon található a körömmel is kipattintható SIM- és SD-tálca. Ez utóbbi működés közbeni eltávolítása esetén már nem indul újra a készülék. Jobboldalon fent van a hangerőszabályozó gomb, középen az ujjlenyomat-olvasóval egybeépített be/kikapcsoló gomb, lent pedig a Google Segéd dedikált gombja. Hátul a Sony és az Xperia feliraton kívül található a három lencsét felölelő kamerasziget és a vaku. A kijelző 21ː9 képarányú Full HD, 60 Hz képfrissítésű. Processzora a 8 magos Qualcomm Snapdragon 690, 6 GB RAM-mal és 128 GB tárhellyel rendelkezik. Az akkumulátor immár 4500 mAh teljesítményű.
Az előlapi kamera 4ː3, 16ː9 és 21ː9 képarányban is képes rögzíteni, a hátlapi kamera 4K-ban is képes videót rögzíteni, az előlapi csak Full HD-ban. Az előlapon nincs vaku. A három hátlapi lencse közül az első 12 megapixeles PDAF, a második egy 8 megapixeles telefotó szenzor, a harmadik pedig egy szintén 8 megapixeles ultraszéles látószögű. Az előlapi lencse úgyszintén 8 megapixeles.
2021 közepén egy hibás szoftverfrissítés miatt egyes felhasználók zöldes árnyalatú kijelzőre kezdtek panaszkodni, melyet a Sony soron kívül kijavított.

## Szoftver
A telefonon gyárilag az Android 11 fut. 2022 áprilisától Android 12-es, 2023 februárjától a 13-as verzióra frissíthető. A szoftver minimális mértékben tér el a gyári Android megoldásaitól, az Xperia Kezdőképernyő a Pixel Launcher átdolgozott változata, emellett alig található benne olyan beépített szoftver, mely ne a Google megoldása lenne. Választható a navigáció során a gesztusvezérlés is. A hosszúkás kijelző kezelését egy oldalérzékelő sáv illetve a kép a képben funkció segíti. Van egykezes mód és intelligens híváskezelés. Gyárilag előtelepített program a Netflix és a Facebook is, kikerült viszont az FM-rádió. Szoftveresen az eSIM nem támogatott. A későbbi szoftverfrissítésekkel került a telefonba a Biztonság üzemmód (elsősegély, vészhívó, és más hasznos szolgáltatások), valamint a tematikus ikonok megjelenítése a kezdőképernyőn.
Alternatív operációs rendszerként az ingyenes LineageOS illetve a Sailfish OS telepíthető a készülékre.